# Ventrolidia
Ventrolidia  (лат.) — род прыгающих насекомых из семейства цикадок (Cicadellidae). Южная Америка. Длина 7,8-8,9 мм (самки крупнее). Голова уже пронотума. Эдеагус трубчатый с 2 очень длинными вентральными выступами. Сходны по габитусу с Boliviela, отличаясь деталями строения гениталий. Род включают в состав подсемейства Coelidiinae.
- Ventrolidia ortha (DeLong, 1969) — Боливия, Перуtypus
  - =Boliviela ortha DeLong.
- Ventrolidia paraortha Nielson — Эквадор[2].